# Bella Santiago
Resciebelle (Bella) Barrios Santiago (n. 1 decembrie 1989, Dasmariñas, Filipine) este o cântăreață filipineză stabilită în România, câștigătoarea X Factor 2018, finalista Românii au talent 2016 și Bravo, ai stil! (sezonul 7).

## Biografie
Născută într-o familie modestă din Dasmariñas, un oraș în provincia filipineză Cavite, Bella Santiago a urmat cursuri de muzică de la vârsta de 12 ani și a început să cânte în concerte publice și private în Filipine, Malaezia și Taiwan de la vârsta de 15 ani. Tatăl Bellei a murit pe când aceasta avea un an. A fost crescută de bunica ei, întrucât mama a fost nevoită să plece la muncă departe de casă. În țara sa natală, a apărut în show-ul de talente Pinoy Pop Superstar, difuzat de GMA Network. Înainte de a se stabili în România, a participat, de asemenea, la concursul Tawag ng Tanghalan, difuzat în cadrul show-ului It's Showtime, unde a interpretat piesa „Crazy in Love” a lui Beyoncé.

## Carieră muzicală
Bella Santiago s-a mutat în România în 2016. În același an a participat la Românii au talent, show în care a ajuns până în finală. În februarie 2017 a lansat single-ul de debut „Unpredictable”. Piesa a fost produsă în studiourile HaHaHa Production, alături de Smiley, dar și compozitori internaționali. În februarie 2017 începe colaborarea cu trupa Jukebox. Împreună cu aceasta a lansat trei single-uri: „Vocea ta”, „Auzi cum bate” și „Sugar Gumalaw”. Alături de Jukebox a participat la Selecția Națională Eurovision 2018, cu piesa „Auzi cum bate”. În finala din 25 februarie, piesa s-a clasat pe locul 4, cu 1.728 de voturi. În decembrie 2018 a câștigat finala celui de-al optulea sezon al X Factor. Este pentru a doua oară când un concurent străin este declarat învingător, după victoria din anul precedent a americanului Jeremy Ragsdale. Artista a mărturisit că a participat la X Factor pentru a putea să își ajute fetița în vârstă de șapte ani și familia care au rămas în Filipine.
În ianuarie 2019, Bella a primit un wild card pentru a concura în Selecția Națională Eurovision 2019, cu piesa „Army of Love”. Numele ei fusese deja vehiculat pe site-urile de socializare după retragerea lui Dan Bittman din competiție. Compusă de Alex Luft și Bella însăși, piesa se înscrie în genul pop și include un fragment de rap în limba tagalog, limba nativă a artistei. În semifinala din 27 ianuarie, organizată la Iași, Bella Santiago s-a aflat printre cei cinci concurenți aleși de juriu pentru a accede în finala de la București. Jurații au apreciat show-ul din spatele piesei.
În decembrie 2019 a câștigat show-ul Te cunosc de undeva sezonul 14, pe canalul Antena 1.

## Viață personală
În decembrie 2018, Bella Santiago s-a căsătorit cu iubitul ei, Nicolae Ionuț Grigorie, pentru care a luat, de altfel, decizia de a se stabili în România. Cei doi s-au cunoscut într-un local din Malaezia, unde Bella susținea un concert. Bella are o fiică dintr-o relație anterioară. Tatăl acesteia le-a părăsit imediat după naștere și nu le-a mai căutat.

## Discografie
| Single                          | An   | Casă de discuri   |
| ------------------------------- | ---- | ----------------- |
| „Unpredictable”                 | 2017 | HaHaHa Production |
| „Vocea ta” (feat. Jukebox)      | 2017 | Cat Music         |
| „Auzi cum bate” (feat. Jukebox) | 2017 | Cat Music         |
| „Sugar Gumalaw” (feat. Jukebox) | 2018 | Cat Music         |
| „Army of Love”                  | 2019 | Cat Music         |